# 孫維清
孫維清（1542年—？年），字仲直，號寅所，山西平陽府解州人，明朝政治人物。

## 生平
十月二十八日生，行三，治《禮記》，由州學增廣生中式嘉靖四十三年（1564年）甲子科山西鄉試第五十九名舉人，嘉靖四十四年乙丑科（1565年）會試中式第一百十四名，第三甲第三百零七名進士。吏部观政，隆慶元年（1567年）六月授中书舍人，五年四月升吏部主事，六年十月升员外，养病。万历四年（1576年）二月復除本部，六月丁忧，七年正月復除本部，三月升郎中。在吏部任職十餘年，万历九年（1581年）三月累官考功司、文选司郎中，掌吏部察典，与秦燿设谋禁锢建言之臣，遂以赵用贤、吴中行、沈思孝、艾穆、邹元标五贤附名察籍。因上疏忤權臣張居正，万历十年（1582年）三月升太常寺少卿，提督四夷馆，丁忧归。十三年十月起补原官，十四年二月以前任考功主察附权行私，降一级调外任。

## 家族
曾祖孫旺；祖孫孝；父孫禮；母蔡氏。具慶下，妻李氏，兄維厚；維明。